# ارسین دستان اوغلو
ارسین دستان اوغلو (انگلیسی: Ersin Destanoğlu؛ زادهٔ ۱ ژانویهٔ ۲۰۰۱) بازیکن فوتبال اهل ترکیه است.
وی همچنین در تیم‌های ملی فوتبال زیر ۱۷ سال ترکیه، زیر ۱۸ سال ترکیه، زیر ۱۹ سال ترکیه و زیر ۲۱ سال ترکیه بازی کرده‌است.